# Барретт, Майк
Майкл Томас «Майк» Барретт (англ. Michael Thomas "Mike" Barrett; 5 сентября 1943 года, Монтгомери, Западная Виргиния, США — 8 августа 2011 года, Нашвилл, Теннесси, США) — американский профессиональный баскетболист, чемпион Олимпийских игр в Мехико (1968).

## Биография
Являясь защитником команды Технологического института Западной Виргинии, он принял участие в летних Олимпийских играх 1968 года в Мексике, где выиграл в составе сборной США золотую медаль. Также выступал на чемпионате мира 1967 года в Уругвае, на котором сборная США заняла лишь четвёртое место.
В 1969—1973 годах играл в Американской баскетбольной ассоциации (АБА) за клубы «Вашингтон Кэпс», «Вирджиния Сквайрз» и «Сан-Диего Конкистадорс». В 1970 году включался в состав символической сборной новичков АБА.
По окончании карьеры успешно занимался бизнесом в столице штата Теннесси Нашвилле,, а также профессионально играл в теннис на национальном уровне.